# José de Almeida
José Joaquim de Almeida (São Pedro do Sul, 2 de janeiro de 1854 – Oeiras, 18 de dezembro de 1921) foi um médico e filantropo português.

## Biografia
José Joaquim de Almeida nasceu no lugar da Ponte, em São Pedro do Sul em 1854, filho de Francisco José de Almeida e Joaquina Margarida de Almeida. Formou-se em Medicina a 27 de Julho de 1876 pela Escola Médico-Cirúrgica do Porto, tendo-se estabelecido por essa altura em Oeiras, onde viveu cerca de 30 anos, inicialmente na Quinta de São Pedro do Areeiro, e mais tarde numa casa doada por D. Maria Albina Baracho Encerrabodes, situada na Rua Cândido dos Reis n.º 156 (atual n.º 66), propriedade da Santa Casa da Misericórdia de Oeiras. Em 1885, integra a comissão da Assembleia Geral da Associação de Socorros Mútuos de Oeiras para administrar o teatro. Em 1887 é admitido ao cargo de Médico Municipal, exercendo também o cargo de Subdelegado de Saúde e Presidente da Associação de Socorros Mútuos. Casou-se com Virgínia da Purificação da Silva, filha do proprietário da fábrica de fiação e tecelagem de Oeiras (Fábrica de Lanifícios José Diogo da Silva), onde também chegou a prestar serviço, não tendo este casamento produzido descendência.
Especializou-se em Oftalmologia mas, preocupado com os problemas do seu tempo, aprofundou os seus estudos na área da tuberculose. Com o objetivo de combater esta doença, conseguiu, com o apoio de Tomás Ribeiro e outros residentes do concelho, a cedência do terreno onde se situava o Forte do Junqueiro, na Praia de Carcavelos, onde fundou com Aquilino Ribeiro, o Sanatório Marítimo de Carcavelos, em 1897, especialmente vocacionado para o tratamento dos doentes com tuberculose óssea. Em 1901, o Sanatório sofreu obras de adaptação, tendo sido oferecido à Assistência Nacional aos Tuberculosos, instituição que integrou. Fundador e presidente deste estabelecimento, dirigiu-o gratuitamente desde a abertura até à data do seu falecimento.
Na parte final da sua vida, serviu como médico militar durante a Primeira Guerra Mundial. Faleceu em Oeiras, a 18 de Dezembro de 1921, aos 67 anos.
Logo após a sua morte, o Sanatório Marítimo recebeu o seu nome, sendo, após a sua progressiva reconversão em estabelecimento vocacionado para a ortopedia e traumatologia, a sua designação sido alterada para Hospital Ortopédico Dr. José de Almeida em 1982. Foi desativado em 2010, com a inauguração do novo Hospital de Cascais Dr. José de Almeida, que também recebeu o seu nome. Em 1925, foi atribuido o seu nome a duas ruas, respetivamente, em Oeiras e Carcavelos.